# Caminando a la iglesia
Caminando a la iglesia es una pintura de 1952 del pintor estadounidense Norman Rockwell, famoso por sus escenas costumbristas de minucioso realismo, para la portada del sábado 4 de abril de 1953 del The Saturday Evening Post.
La pintura muestra a un matrimonio con sus tres hijos, vestidos de domingo, camino de la iglesia a través de una calle propia de una pequeña ciudad norteamericana de mediados del siglo XX. Caminando a la iglesia fue un préstamo a largo largo en el Museo Norman Rockwell antes de su venta en 2013.

## Venta en 2013
Caminando a la iglesia fue vendida por 3,2 millones en Sotheby's en Nueva York en diciembre de 2013.
Otras dos obras de Rockwell prestadas al museo fueron también vendidas junto con Caminando a la iglesia: Dando gracias y Los Chismes. Las tres pinturas, junto con otras cuatro obras artísticas de Rockwell, fueron vendidas por los descendientes de Kenneth J. Stuart, el director de arte del The Saturday Evening Post. La venta de las obras artísticas fue la conclusión de un desacuerdo legal entre los hijos de Stuart. Un amigo y colega de Rockwell de toda la vida, Stuart había recibido las pinturas como regalo. Caminando a la iglesia había colgado en el dormitorio de la esposa de Stuart, Katherine. Los hijos de Stuart ya no podían pagar el seguro y mantenimiento de las pinturas en el momento de su venta en 2013.
A la muerte de Stuart en 1993 su patrimonio fue dividido en partes iguales entre sus tres hijos, Ken Jr., William y Jonathan. El hermano mayor, Ken Jr., fue posteriormente demandado por William y Jonathan, que reclamaron que había forzado a su padre a firmar papeles con los que podría obtener el control de su fortuna. Además reclamaron que Ken Jr. había utilizado bienes de la herencia de su padre para sus propios gastos. Los tres hermanos resolvieron fuera del tribunal antes de la venta. El dueño del The Saturday Evening Post, Curtis Publishing, que conserva los derechos de reproducción de las obras de Rockwell, también intentó inútilmente reclamar la propiedad de las pinturas.
La directora del Museo Norman Rockwell, Laurie Norton Moffatt, expresó su esperanza de que las pinturas finalmente regresaran al museo. Moffatt dijo; (...) Creemos que es donde pertenecen." y que la pérdida de las pinturas dejó un "irreparable agujero en la colección del museo."